# Liste der Kulturdenkmäler in Unzenberg
In der Liste der Kulturdenkmäler in Unzenberg sind alle Kulturdenkmäler der rheinland-pfälzischen Ortsgemeinde Unzenberg aufgeführt. Grundlage ist die Denkmalliste des Landes Rheinland-Pfalz (Stand: 27. Oktober 2023).

## Einzeldenkmäler
| Bezeichnung | Lage                            | Baujahr                            | Beschreibung                                                                       | Bild |
| ----------- | ------------------------------- | ---------------------------------- | ---------------------------------------------------------------------------------- | ---- |
| Quereinhaus | Brunnenstraße 6 Lage            | 18. Jahrhundert                    | Fachwerk-Quereinhaus, teilweise massiv, 18. Jahrhundert, zwei Scheunen             | BW   |
| Wohnhaus    | Kalkofer Weg 4 Lage             | um 1800                            | zweigeschossiges, teilweise verschiefertes Wohnhaus mit hohem Mansarddach, um 1800 | BW   |
| Portal      | Raiffeisenstraße, an Nr. 1 Lage | 1749                               | Sandsteinportal, bezeichnet 1749                                                   | BW   |
| Wohnhaus    | Ringstraße 2 Lage               | zweite Hälfte des 19. Jahrhunderts | Fachwerkhaus, verputzt, zweite Hälfte des 19. Jahrhunderts                         | BW   |